# Infanterie-Division Jütland
Die Infanterie-Division Jütland war eine deutsche Infanteriedivision im Zweiten Weltkrieg.

## Divisionsgeschichte
Die Division wurde am 4. Juli 1944 als sogenannte Schatten-Division im Zuge der 28. Aufstellungswelle durch den Wehrmachtsbefehlshaber Dänemark aufgestellt. Die Aufstellung erfolgte bei Esbjerg auf der dänischen Halbinsel Jütland und sollte bis September abgeschlossen sein. Am 3. August 1944 wurde die Infanterie-Division Jütland aber zur Aufstellung der 19. Grenadier-Division eingesetzt und die Infanterie-Division Jütland aufgelöst.
Am 9. März 1945 wurde erneut eine Infanterie-Division Jütland diesmal in der Nähe von Aalborg aus genesenden Soldaten aufgestellt, wodurch die Truppenstärke schon zum Aufstellungszeitpunkt sehr schwach für eine Division war. Mitte April erhielt die Division die Bezeichnung 325. Infanterie-Division Jütland, auch 325. Infanterie-Division. Der Aufbau der Division wurde bis zum Kriegsende nicht wirklich abgeschlossen. Trotzdem wurde die Division zur 1. Fallschirm-Armee an die Westfront geschickt und die überlebenden Divisionsangehörigen gingen am Kriegsende in Gefangenschaft.
Kommandeur der 325. Infanterie-Division Jütland war Generalleutnant Schaumberg.
Die Gliederung 1945 war:
- Grenadier-Regiment 590 mit jeweils zwei Bataillonen
- Grenadier-Regiment 591 mit jeweils zwei Bataillonen
- Grenadier-Regiment 592 mit jeweils zwei Bataillonen
- Artillerie-Regiment 325 mit jeweils zwei Bataillonen
- Panzerjäger-Kompanie 325
- Pionier-Kompanie 325
- Nachrichten-Kompanie 325